# بندر بن سلمان آل سعود
الأمير بندر بن سلمان بن عبد العزيز آل سعود (1995 م -) أحد أبناء الملك سلمان بن عبدالعزيز آل سعود ملك المملكة العربية السعودية، والأخ الشقيق للأمير محمد بن سلمان بن عبد العزيز آل سعود ولي العهد السعودي.

## عن حياته
يعرف بشغفه للتصوير وأجمل ما يكتنزه الأمير بندر في أرشيفه الخاص من الصور، التي التقته خلال افتتاح الأمير سلمان بن عبد العزيز معرض «دنيا المحبة» لرسوم الأطفال الذي احتضنته العاصمة الرياض، صور للراحل الملك فهد بن عبد العزيز في رحلة برية، ضمن أرشيف ضخم.
أما ما يملكه من صور لوالده فقد فاق الـ 100 ألف صورة شخصية، أثناء استقبال الأمير سلمان لعدد من الزعماء العرب، وزعماء عدد من الدول الأخرى، كانت آخرها صور التقطها لوالده أثناء زيارة الرئيس الأميركي جورج بوش الأخيرة للسعودية، التي شملت جولة على مناطق الرياض الأثرية، ومنطقة قصر الحكم.